# Аль Мубарак, Халдун
Халду́н Хали́фа Аль Мубара́к (араб. خلدون المبارك‎; род. 1 января 1976, ОАЭ) — предприниматель Объединённых Арабских Эмиратов, генеральный директор и управляющий директор Mubadala Investment Company. Председатель английского футбольного клуба «Манчестер Сити».
Родился в Абу-Даби. Получив образование в США, он начал карьеру в сфере строительства и недвижимости, став генеральным директором Mubadala Development Company. Он входит в ряд советов директоров, включая First Abu Dhabi Bank, Aldar Properties и Ferrari. Аль Мубарак также является членом Исполнительного совета эмирата Абу-Даби и председателем исполнительного органа.
Аль Мубарак стал председателем футбольного клуба «Манчестер Сити», когда клуб был куплен Abu Dhabi United Group ещё в сентябре 2008 года. Аль Мубарак считается «одним из самых доверенных советников королевской семьи».